# St. Simons (Georgia)
St. Simons es un lugar designado por el censo ubicado en el condado de Glynn en el estado estadounidense de Georgia. En el censo de 2000, su población era de 13.381.

## Geografía
Según la Oficina del Censo, la localidad tiene un área total de 46 km² (17,8 mi²), de la cual 43 km² (16,6 mi²) es tierra y 3,2 km² (1,2 mi²) (6.95%) es agua.

## Demografía
Según la Oficina del Censo en 2000 los ingresos medios por hogar en la localidad eran de $58,475, y los ingresos medios por familia eran $73,580. Los hombres tenían unos ingresos medios de $50,725 frente a los $32,351 para las mujeres. La renta per cápita para la localidad era de $37,256. 